# Kōtarō Nakagawa
Kōtarō Nakagawa (中川 幸太郎 Nakagawa Kōtarō?, nacido un 7 de febrero de 1969), es un conocido compositor y arreglista japonés. Entre sus trabajos se encuentran las bandas sonoras para varios animes japoneses, el más conocido de los cuales para el que ha trabajado es Code Geass.

## Biografía
Se graduó en la Universidad Nacional de Bellas Artes y Música de Tokio. Es el hijo de una conocida saga musical en su país, ya que su padre es el trompetista Nakagawa Yoshihiro, hermano mayor del trombonista Nakagawa Eijirō. Además, es el sobrino del clarinetista Nakagawa Takeshi y de la trombonista Nakagawa Atsushi.

## Detalles
- Domina la técnica de fuga, siendo capaz de crear composiciones con cambios súbitos, imprevistos, que aportan un enfoque nuevo a la escucha.
- Sus estilos predominantes son, por este orden: la música clásica y la música de tipo Jazz-Swing o incluso el Blues. También toca sin problemas música de estilo roquero.

## Discografía

### Bandas Sonoras de Anime
| Año        | Título                                 |
| ---------- | -------------------------------------- |
| 1996       | Kiko-chan Smile                        |
| 1998, 2000 | Geobreeders                            |
| 2001       | s-CRY-ed                               |
| 2003       | Planetes                               |
| 2004       | Phantom the Animation                  |
| 2005       | Fushigiboshi no Futagohime             |
| 2005       | Zoids Genesis                          |
| 2005       | Gun × Sword                            |
| 2006       | CODE GEASS Lelouch of the Rebellion    |
| 2006       | Doubutsu no Mori (Orquesta)            |
| 2007       | Hayate no Gotoku!                      |
| 2008       | CODE GEASS Lelouch of the Rebellion R2 |
| 2008       | Zettai Karen Children                  |
| 2009       | Hayate no Gotoku! 2                    |
| 2009       | Cross Game                             |
| 2009       | 07-Ghost                               |
| 2010       | Stitch! ~Zutto Saikō no Tomodachi~     |
| 2011       | Gosick                                 |
| 2012       | Inu × Boku SS                          |
| 2013       | Devil Survivor 2 The Animation         |
| 2013       | Stella Jo-Gakuin C3-Bu                 |
| 2014       | Argevollen                             |
| 2011       | Chibi Devi!                            |
| 2015       | Chivalry of a Failed Knight            |
| 2015       | Prison School                          |
| 2016       | Active Raid                            |

### Bandas Sonoras deTokusatsu
| Año  | Título                   |
| ---- | ------------------------ |
| 2001 | Hyakujū Sentai Gaoranger |
| 2006 | GōGō Sentai Bōkenger     |

### Bandas sonoras deDoramas
| Año  | Título          |
| ---- | --------------- |
| 1998 | Hi no Ryousen   |
| 2000 | Onna Doushi     |
| 2003 | Egao no Housoku |
| 2004 | Botan to Bara   |
| 2005 | Fuyu no Rinbu   |